# Eva Luna (Roman)
Eva Luna ist ein 1987 erschienener Roman der chilenischen Schriftstellerin Isabel Allende. Die deutschsprachige Übersetzung von Lieselotte Kolanoske erschien 1988 im Suhrkamp Verlag.

## Kurzbeschreibung
Der Roman Eva Luna schildert die Lebensstationen einer südamerikanischen Frau von der Geburt bis jenseits ihres 25. Lebensjahrs. Während dieser Lebensstationen entdeckt die Titelfigur unter anderem ihre Gabe als Geschichtenerzählerin, arbeitet in diversen Haushalten, lebt mit Prostituierten zusammen, verbindet sich zeitweilig mit einem Rebellenführer und schreibt an einer Telenovela. Parallel zur Lebensgeschichte Eva Lunas wird die Lebensgeschichte des aus dem kriegstraumatisierten Europa in Evas Land eingewanderten Rolf Carlé geschildert: „So wie der Roman Eva Lunas Reise zu Unabhängigkeit und Künstlertum folgt, zeichnet er auch Rolfs allmähliche Heilung und Einführung in die Welt des Filmemachens nach, die seine Zuflucht sein wird.“

## Inhalt

### Titelgebender Haupthandlungsstrang
Eva Luna wird gezeugt von dem jungfräulichen Dienstmädchen Consuelo und dem durch eine Surucucú gebissenen und vermeintlich im Sterben liegenden Gärtner eines exzentrischen Professors namens Jones: Consuelo „beschloss, sich die Freude zu gönnen und sie zugleich auch dem Kranken zu bereiten, vielleicht würde er dann zufriedener in die andere Welt hinübergehen.“ Der Gärtner allerdings begibt sich nicht ins Jenseits, sondern gesundet überraschend. Bald darauf verabschiedet er sich von Consuelo, „und sie versucht nicht, ihn zurückzuhalten.“ Die „selbsternannte Hebamme“ und spätere Patentante Evas ist die Köchin des Jones-Haushalts. Als Eva Luna sechs Jahre alt ist, stirbt ihre Mutter an einem verschluckten Hühnerknochen und Evas Patentante übernimmt die Erziehung. „Etwa ein Jahr nach dem Tod meiner Mutter schlug auch für Professor Jones die Stunde“, der nach einem Schlaganfall zuletzt von Eva „häufiger“ besucht wird: „Wenn ich bei ihm war, schien er für eine Weile die demütigenden Umstände seine Sterbens und die Qualen der Unbeweglichkeit zu vergessen […] und beklagte sich, nicht eher gewußt zu haben, daß ich in seinem Hause lebte. Vielleicht war er nie mit einem Kind in Berührung gekommen und entdeckte zu spät, wie gut er sich zum Großvater eignete“ sowie als eine Art „Puppe“ für die siebenjährige Eva.
Nach Jones‘ Tod wird Eva Luna von ihrer Patentante untergebracht im Haushalt eines dem Alkohol und Spiel zugeneigten Patrons und von dessen Schwester, einer schrillen alten Jungfer. Dort wird Eva von der Köchin Elvira unter die Fittiche genommen, die „gewisse Absonderlichkeiten“ pflegt, beispielsweise einen Sarg in ihrer Kammer stehen hat. „Von Zeit zu Zeit durfte ich mich hineinlegen und den Deckel über mir zuklappen, worauf Elvira sich untröstlich stellte“. Eigentlich schläft Eva zwar in einer Hängematte, schleicht sich aber nachts in Elviras Bett „und bot ihr eine Geschichte an zum Tausch gegen die Erlaubnis, bei ihr bleiben zu dürfen.“ Als Eva neun Jahre alt ist, lernt Eva den Straßenjungen Huberto Naranjo kennen, „und so begann eine dauerhafte Verbindung, die uns später zu Freundschaft und zur Liebe führen sollte.“ Sie verbringen einige gemeinsame Tage, Huberto nimmt sie mit in „ein Nest aus Zeitungspapier“ in einer Tiefgarage, und auch ihm beginnt Eva „als Dank für so viele und große Freundlichkeiten eine Geschichte zu erzählen.“ Während Elvira immer mehr zu (Groß-)Mutterfigur für Eva aufrückt, macht Evas Patentante durch eine Totgeburt mit zwei Köpfen von sich reden, „der eine Kopf weißhäutig, der andere schwarzhäutig“. Die Patentante entsorgt das Baby in einem Müllschlucker, wird ertappt, „und die Patin hieß nur noch ’Mörderin des Monsterchens‘. Das schreckliche Ereignis zerrüttete ihre Nerven“, ihr Alkoholkonsum steigt ebenso wie ihre Frömmelei. „Wenn sie ins Haus kam, rannte ich und versteckte mich in Elviras Sarg. […] Die Lage wurde unhaltbar“, Eva wird aus dem Haushalt entlassen, die Patentante vermittelt ihr zunächst weiterhin neue Arbeitsstellen. „Für mich begann eine Pilgerfahrt von einem Haus ins andere“, von einer verwitweten Jugoslawin, die aus einer Spezialmasse („kaltem Porzellan“) Figuren herstellt und „halb verrückt vor Angst“ vor Bolschewisten aus dem Land flieht, bis hin zu einem geschiedenen, kinderlosen Minister. Als Eva in dessen gespenstisch leerer Kolonialvilla angestellt ist, „wird ihre Fantasie dadurch angeregt, dass sie viele verschlossene Räume vorfindet, da ihrer Meinung nach leere Räume viel Spielraum bieten, verborgene Welten zu ersinnen.“ Weniger schön: Dass der Herr Minister lieber einen luxuriösen Toilettenstuhl benutzt statt „wie jeder normale Mensch“, der körperlich dazu fähig ist, die Toilette zu gebrauchen. Die Eimer-Entleerungs-Aufgabe nervt Eva dermaßen, dass sie eines Tage, „als täte ich das jeden Tag“, den Toiletteneimer-Inhalt über dem Ministerialkopf ausschüttet und den Dienst quittiert. Eva will bei Elvira unterkommen, doch jene hat ihrerseits gerade gekündigt und ist verschwunden, so dass Eva sich auf die Suche nach Huberto Naranjo macht, der sie im Haushalt der Señora unterbringt, einer Bordellchefin: „nicht zum Arbeiten“, sondern damit „sie dir Gesellschaft leistet. Sie kann Geschichten erzählen“, so Naranjo, der für Kost und Logis aufkommt. Im Haushalt der Señora lernt Eva Melecio kennen (Künstlername: Mimí): Der „beste Freund der Señora“ verdient sein Geld tagsüber als Italienisch-Lehrer, nachts durch Travestie, und stattet dem „unorthodoxen Haushalt“ der Señora allabendlich einen Besuch ab. Unter dem Schutz von Melecio/Mimí, der Señora und deren Beschäftigten wird es in Naranjos Auftrag gelingen, „Eva rein und unschuldig zu halten […]. Eva lebt ein glückseliges Dasein bei den Prostituierten“. Während sich Evas Schutzengel bemühen, „mich von Roheit und Gemeinheit fernzuhalten, gewannen sie eine neue Würde für ihr eigenes Dasein.“ Das mehrmonatige Idyll, während dessen Eva sich vergeblich um eine Liebesbeziehung zu Naranjo bemüht (Naranjo: „Ich kümmre mich um dich, das genügt“), endet in dem Augenblick, als der korrupte Polizei-Sergeant, der für das Bordellviertel zuständig ist, „von einem Tag zum anderen abgelöst wurde, und die guten Beziehungen waren beim Teufel.“ Melecio/Mimí initiiert einen kollektiven Brief an Polizeichef und Innenminister, was aber eine dreitägige, groß angelegte Polizeirazzia zur Folge hat, in deren Wirren Eva Luna ihre Bezugspersonen und ihre Unterkunft verliert, so dass sie nicht weiß wohin: „Von Elvira hatte ich schon seit langem nichts gehört, und den Gedanken, meine Patin zu suchen, schob ich beiseite, denn zu dieser Zeit hatte sie bereits völlig den Verstand verloren“. Der „Aufstand der Huren“ eskaliert durch das Eingreifen der Presse zu einem viertägigen Aufruhr von „Tausenden von Studenten und Arbeitern“, dessen einziger Effekt jedoch ist, dass der zuständige Minister durch den Eva bekannten Toilettenstuhl-Liebhaber ersetzt wird, während Eva „viele Tage“ in der Stadt umherirrt, Tumulten aus dem Weg geht, schließlich vom orientalischen Kaufmann Riad Halabí aufgelesen wird, der sie als „so etwas wie eine Tochter“ und Gesellschafterin für seine notorisch miesepetrige, ebenfalls aus dem Orient stammende Ehefrau Zulema mit in das Provinznest Agua Santa nimmt, dessen Wirtschaft außer von der Nähe des Gefängnisses Santa María noch von Halabís Laden abhängt, „Handelsmittelpunkt von Agua Santa […], durch seine Hände gingen fast alle Geschäfte der Umgebung.“ Da sich Zulema bisher weigerte, Spanisch zu lernen, lernt Eva zum Entzücken Zulemas ein paar Brocken Arabisch, hilft im Laden mit aus; um ihre Fähigkeiten zu fördern, schickt Halabí Eva in einen Einzelunterricht bei der Dorflehrerin Inés: „Das Schreibenkönnen war das Beste, was mir in meinem ganzen Leben widerfahren war, ich war selig, las laut, wo etwas zu lesen war“, kann Geschichten besser memorieren, „konnte nun viel mehr Personen und Abenteuer in meine Geschichten einflechten.“ Durch mit Gesten und Stimmklang unterstütztes bloßes Vorlesen auf Spanisch bringt Eva Zulema Spanisch bei. Mit Riad, der Eva beispielsweise „unter unserem gemeinsamen stürmischen Gelächter“ Bauchtanz lehrt, verbindet Eva „das Lachen und das Spielen“. Mit Zulema verbindet Eva die Freude an Geschichten, „sie füllten ihr den Kopf mir romantischen Ideen, sie träumte von unmöglichen Abenteuern und geborgten Helden, was sie endgültig der Wirklichkeit entfremdete“. Der geborgte Held für ein romantisches Abenteuer für die sozial im Dorf isolierte Zulema taucht in Form von Riads attraktivem Cousin Kamal auf, der „eineinhalb Jahre“ nach Eva in Agua Santa eintrifft und Spanisch von Eva beigebracht bekommt. Eva verliebt sich in den hübschen Palästinenser ebenso wie ein beträchtlicher Teil der weiblichen Bevölkerung Agua Santas – einschließlich Zulemas: „Die Patrona war wie durch ein Wunder von ihren Leiden geheilt und erwachte aus einer langjährigen Lethargie“, lässt es während einer Handelsreise Riads zum Äußersten kommen: „Zulema, gierig wie eine fleischfressende Pflanze, winkte mit ihren duftenden Blütenblättern“, verführt Kamal „mit schamloser Präzision“, der darob irritiert anschließend „durch die Hintertür, heimlich wie ein Bandit“ verschwindet: „Als ich ihn sah, war ich sicher, daß er nicht zurückkommen würde.“ Zulema wartet vergeblich auf die „Heimkehr ihres Liebhabers“ und erschießt sich nach zweijährigem Liebeskummer während einer Geschäftsreise Riads. Die inzwischen 17-jährige Eva macht das, was sie sonst auch im Hause Halabí macht: Sie räumt die entstandene Unordnung auf, derweil erst ein Indio-Stammeshäuptling anlässlich seiner Zigaretten-Wochenration ins Haus kommt, dann – da der Häuptling sich wegen der blutigen Szene verspätet – sein Stamm, dann Polizei, Dorfbewohner, der Polizeileutnant, der Eva Handschellen anlegt, „zur Verblüffung aller, selbst seiner Untergebenen.“ Auf der Polizeiwache wird Eva „gefoltert, um sie zu einem falschen Geständnis zu zwingen, das sie aber ablehnt“. Gegen ein Bestechungsgeld kann der vom Indio-Häuptling benachrichtigte, heimkehrende Riad Eva aus dem Gefängnis befreien, allerdings nimmt nach anfänglicher Ruhe in der Gerüchteküche die „böse Nachrede“ über die Todesumstände Zulemas und die Rolle Evas in dem Halabí-Haushalt zu, so dass der Polizeileutnant eine erneute Untersuchung androht. „Da begriff Riad Halabí, daß die Erpressung nie aufhören würde“, eröffnet Eva, dass sie besser das Dorf verließe. „Ich erkannte, daß ich ihn liebte, mit einer tiefen, dankbaren Liebe“, Eva verbringt eine Liebesnacht mit Riad, reist dann nach fünfjährigem Aufenthalt ab, von Riad finanziell und mit einer Zieladresse ausgestattet, einer „Pension für junge Damen“. Doch dergleichen will Eva nicht mehr: „Ich hatte bis jetzt nach den Anweisungen anderer gelebt […] Ich betrachtete meine von der Hausarbeit zerschundenen Hände […]. Dann zog ich den Zettel mit der Anschrift der Pension für junge Damen aus de Tasche, zerknüllte ihn in der Faust und warf ihn aus dem Fenster“ des Fernbusses. Als Eva in der Hauptstadt ankommt, herrscht dort mal wieder Aufruhr, vor dem Eva in eine Kirche flieht, in der sie zufällig auf ihren alsbaldigen Mitbewohner Melecio/Mimí trifft, dem man nach dem „Aufstand der Huren“ seine Transgender-Identität durch medizinische Experimente und einen Haftaufenthalt im Gefängnis Santa María hatte austreiben wollen, wo ihn die Señora durch Bestechung herausholte; das Geld hatte die Señora durch „Handel von Prostituierten auf dem Seeweg“ verdient, wegen dessen sie dann das Land verlassen musste. Auch den inzwischen zum Guerillero gewordenen Huberto Naranjo trifft die von der zunehmenden Berühmtheit Mimís profitierende Eva zufällig wieder, erstmals seit sieben Jahren. „Eva verliebt sich sofort [...] Sie beginnen eine Beziehung, die Naranjos plötzliches Erscheinen in sporadischen Abständen, kurze Stelldichein in Hotels und seinen ebenso plötzlichen Aufbruch in die anonymen Straßen beinhaltet.“ Parallel dazu hat Eva „die Spur meiner Patin“ aufgenommen, findet sie, überrascht sie eines Morgens bei einem Selbstmordversuch, in dessen Anschluss die Patentante vorübergehend in einem Irrenhaus landet, aus dem Eva und Melecio/Mimí sie in eine Privatklinik überführen, die Eva durch ein Gehalt als Sekretärin in einer Uniformfabrik finanziert. Im Zusammenhang mit einem Guerilla-Anschlag bei der Uniformfabrik wird Eva bewusst, was Huberto Naranjo treibt, und dass sie sich emotional schon wieder „voneinander entfernten.“ Später versucht der militärische Inspektor der Uniformfabrik, Oberst Rodríguez, mit Eva anzubändeln, erreicht aber nichts. „Aus Furcht, sich oder Mimí Ärger zu machen, kündigt Eva ihren Job sofort und macht sich an die Arbeit, um Vollzeitautorin zu werden“, unterstützt von Mimí, die Evas Manuskript als TV-Stoff im Fernsehen unterbringen will, eine Art Bewerbungs-Gespräch beim TV-Chef Aravena organisiert und ein gemeinsames Abendessen, bei dem Aravena in Begleitung des Filmreporters Rolf Carlé auftaucht, „der von einer von Evas unterhaltsamen Geschichten begeistert ist“, aber beruflich nach Prag muss. Vier Tage nach dem Abendessen bewilligt Aravena, aus Evas TV-Stoff eine Telenovela zu kreieren, etwa zur gleichen Zeit taucht Elvira wieder in Evas Leben auf, denn als es zu einer Überschwemmungs-Katastrophe kommt, dümpelt Elvira fernsehwirksam in ihrem Sarg ins Zentrum der Hauptstadt hinein. Aufgrund der Verlegung von neun Guerilleros in einen schwer bewachten Teil des Gefängnisses Santa María taucht auch Naranjo wieder in Evas Leben auf: Naranjo will mit Hilfe Evas in die Uniformfabrik gelangen, um Guerilleros als Soldaten zu tarnen und in Santa María eindringen zu lassen. Eva teilt Naranjo mit, dass sie nicht mehr in der Uniformfabrik arbeitet, Mimí bringt die Idee auf, sie könne der Guerilla einen Plan ihres einstigen Leidensortes Santa María fertigen. Zu den Vor-Ort-Unterstützern der geplanten Guerilla-Aktion gehört auch der Indio-Stammeshäuptling, der Eva einst mit der Leiche Zulemas fand und Riad Halabí über Evas Verhaftung benachrichtigt hatte: Der Indio-Stammeshäuptling „war entschlossen, mit ihnen zusammenzuarbeiten, seit die Soldaten in sein Dorf eingefallen waren und ein Chaos von brennenden Hütten, aufgeschlitzten Tieren und vergewaltigten Mädchen zurückgelassen hatten.“ Als Zeitpunkt der Aktion kann Eva aus ihrer Zeit in Agua Santa den Samstagnachmittag empfehlen: „Am Sonnabendnachmittag geht die Hälfte der Wachen sich im Bordell von Agua Santa amüsieren, und die andere Hälfte guckt im Fernsehen Baseball an.“ Außerdem bringt sich Eva dadurch in die geplante Guerilla-Aktion ein, dass Eva für Waffen-Imitate frisch vor Ort nach dem Rezept der Jugoslawin „kaltes Porzellan“ herstellt: Der frische, dunkelmetallisch-farbige Teig löst bei den Metall-Sensoren des Gefängnisses keinen Alarm aus und muss im Gefängnis-Innern von den neun gefangenen Guerilleros nur fertig geformt werden. Überraschend taucht auch Rolf Carlé vor Ort auf, der die Aktion filmen soll: „Die Behörden werden versuchen, die Wahrheit zu verschweigen, und ich will sehen, ob ich sie nicht erzählen kann.“ Vor der eigentlichen Aktion verlässt Eva den Schauplatz des Geschehens.

### Nebenhandlungsstrang
Rolf Carlé ist das jüngste Kind des sadistischen Gymnasiallehrers Lukas Carlé und einer Frau, die Lukas wegen ihrer Mitgift und ihres gebärfähigen Beckens wegen geheiratet hat und „weil ihm der Ausdruck der Furcht gefiel, der plötzlich in ihre Augen trat.“ Als Lukas in den Zweiten Weltkrieg zieht, beginnt für Rolf „die glücklichste Zeit seiner Kindheit“, mit Kriegsende endet sie. „Trotz Krieg und Entbehrungen hatte er doch nie wirkliche Angst gekannt. Lukas Carlé lehrte sie ihn“, verschwindet nochmals kurz, weil er von den sowjetischen Besatzern „zu sechs Monaten Zwangsarbeit in den ukrainischen Bergwerken verurteilt“ wird, ehe er zurückkehrt und weiterhin die Familie tyrannisiert, so dass er vom ältesten Sohn, der die Familie anschließend verlässt, den Kiefer demoliert bekommt, während Rolf und dessen geistig behinderte Schwester sich unter dem Esstisch ein Refugium einrichten: „So viel Lebenszeit verbrachten die Geschwister dort, daß die Erinnerung an das milchige Licht unter der Tischdecke sich Rolf tief in die Seele grub, und viele Jahre später, auf der anderen Seite der Erde, erwachte er eines Morgens weinend unter dem weißen Moskitoschleier“. Im Zusammenhang mit einer jährlichen Wald-Wanderung der Gymnasiasten wird Lukas Carlé erhängt an einem Baum aufgefunden. Trotz Schlagwunde im Nacken wird Selbstmord diagnostiziert. Denn einer der fünf Totschläger ist der Sohn des leitenden Kriminalkommissars, ein anderer ein Richter-Sohn, und alle fünf denken, „daß dies die wichtigste Tat ihres Lebens gewesen sei.“ Rolf bricht „vor nervöser Erschöpfung zusammen, weil er sich wünschte, er hätte die Tat selbst getan. Als seine Mutter um sein Leben zu fürchten beginnt, packt sie eine Tasche und schickt Rolf zu seinem Onkel Rupert […] in ein karibisches Land in Südamerika, wohin die Familie vor dem Krieg geflohen ist“, denn Rupert „fand es blödsinnig, sich für eine Fahne totschießen zu lassen, für ein Stück Tuch, das an einem Stock hing.“ Rupert, dessen Frau und die „stämmigen rotblonden“ Cousinen Rolfs, mit denen Rolf später vorübergehend eine heimliche Dreiecksbeziehung sexuell auslebt, betreiben eine Pension, eine Hundezucht und einen Kuckucksuhrenhandel in der zutiefst alpenländisch wirkenden „Kolonie“, in der Rolf seine Freizeit außer mit seinen Cousinen mit Lesen verbringt: „Sein gutes Gedächtnis erlaubte ihm, Kenntnisse anzuhäufen […], mit denen er die Familie und die Nachbarn zu verblüffen liebte.“ Da in der Kolonie nie etwas geschieht, „was der Erwähnung wert gewesen wäre“, beginnt Rolf außerdem, „mit der alten Kamera seines Onkels“ sich der Fotografie zu widmen. In der Pension seines Onkels lernt Rolf nach dreijährigem Aufenthalt einen dortigen Stammgast kennen, Señor Aravena, „Zeitungsmann von Beruf und Filmmann aus Berufung“, der Rolf mit der Filmkamera und der Stenografie vertraut macht, so dass Rolf umsattelt und in die Hauptstadt verschwindet, „nachdem er seinem Onkel hoch und heilig versprochen hatte, alle Wochenenden bei ihnen zu verbringen“: Ab November 1957 arbeitet Rolf für Aravena, Weihnachten 1957 wird er Zeuge, wie der Diktator des Landes ein Plebiszit-Ergebnis über eine Amtszeit-Verlängerung „so unverschämt“ fälscht, „daß der beabsichtigte Effekt ins Lächerliche umkippte“ und ein Aufstand ausbricht: „Von diesem Tag an gab Rolf sich nicht mehr damit zufrieden, die Ereignisse zu registrieren, sondern er nutzte seine Kontakte, um für den Aufstand zu arbeiten“, der im Folgejahr tatsächlich den Diktator stürzt, dem eine „provisorische Regierungsjunta“ nachfolgt, gebildet „aus aufständischen Offizieren und prominenten Zivilisten […]. Aravena gratulierte ihm [=Rolf] zu seiner Arbeit und gab ihm den letzten Schubs nach oben, indem er ihn dem Fernsehen empfahl, wo seine kühnen Reportagen ihn zur berühmtesten Persönlichkeit unter den Berichterstattern machten.“ Die Demokratie festigt sich zwei Jahre, enttäuscht aber dennoch die von der erfolgreichen Kubanischen Revolution „entzündet[en]“ Studenten: „Die Guerillerobewegung nahm ihren Anfang“, wird von Rolf journalistisch begleitet, und „so lernte er auch Huberto Naranjo kennen“. Rolfs Chef Aravena allerdings, „nach dem Sturz der Diktatur zum Leiter des nationalen Fernsehens aufgerückt, schickte ihn auf der Suche nach Neuigkeiten an die Orte des Geschehens […]. Und so filmte Rolf Katastrophen, Kriege, Entführungen, Gerichtsverhandlungen, Königsgeburtstage, Ministertreffen und andere Ereignisse, die ihn fern von der Heimat hielten.“ Erst die erstarkende Guerilla-Bewegung zieht Rolf „ins Land zurück“, da er seinen alten Kontakt zu Huberto Naranjo reaktivieren soll. „Die Untergrundbewegung bedachte, daß Rolf Carlé ein nützlicher Faktor sein könnte; seine Reportagen waren gut, er schien ein anständiger Mann zu sein, konnte Zugang zum Fernsehen ermöglichen und war ein Freund Aravenas.“ Rolf trifft wieder auf Naranjo, der inzwischen „den Oberbefehl über die ganze Front“ innehat und zu Rolfs Freund wird, nachdem Rolf die Pflege des von einem Skorpion gestochenen Naranjo übernahm. Da Aravena das entstandene Filmmaterial für „Nitroglyzerin“ hält, empfiehlt er Rolf, es zu verstecken, was Rolf dann bei seinen Verwandten in der Kolonie tut. Bei einem Abendessen lernt Rolf Carlé Eva Luna kennen, ist „von Evas unterhaltsamen Geschichten begeistert“, muss aber bald darauf beruflich nach Prag, „wo die Tschechen sich den eindringenden Panzern mit Steinwürfen widersetzten.“ Als Rolf nach Südamerika zurückkehrt, will er über ein Massaker an politischen Gefangenen in einer Militärbasis berichten: „Einen Teil der Wahrheit erfuhr er von seinen [Guerilla-]Freunden in den Bergen, und den Rest holte er aus ebenden Soldaten heraus, die die Gefangenen niedergemetzelt hatten und bei denen zwei, drei Bier genügten, um sie zum Sprechen zu bringen.“ Weil „Aravena sich weigert, Rolfs Material ins Fernsehen zu bringen, benutzt der Reporter die Fotos und Filme, um das Parlament zu beeinflussen, das wiederum den Präsidenten unter Druck setzt, einige Änderungen vorzunehmen, einschließlich der Verlegung von neun politischen Gefangenen in einen schwer bewachten Teil der Strafkolonie auf Santa María.“ Die dorthin verlegten Gefangenen möchte nun Naranjo befreien und bittet Rolf, die Aktion filmisch zu dokumentieren: „Die Behörden werden versuchen, die Wahrheit zu verschweigen, und ich will sehen, ob ich sie nicht erzählen kann“, erklärt Rolf der vor Ort anwesenden Eva Luna, die Waffen-Imitate für die den neun gefangenen Guerilleros vorbereitet, vor Beginn der Aktion jedoch abreist.

### Vereinigung der Handlungsstränge
Eva wird nach erfolgreichem Ende der Gefangenenbefreiung von Rolf Carlé abgeholt, weil Rolf fürchtet, jemand aus Agua Santa könne Eva während ihres Aufenthalts bei Santa María identifiziert haben. Beide schlüpfen in der Kolonie bei Rolfs Verwandten unter. Entsprechend den Erwartungen frisiert die Staatsmacht die Wahrheit über den gelungenen Gefangenenausbruch von Santa María, und Rolf Carlé überzeugt Eva Luna, das Filmmaterial in ihrer Telenovela unterzubringen: „In drei Wochen sind Wahlen. Dem neuen Präsidenten wird sehr daran gelegen sein, den Eindruck von Liberalität zu erwecken, und deshalb wird er mit der Zensur vorsichtig sein.“ Tatsächlich gewinnt die Opposition, allerdings drängt der inzwischen zum Oberkommandierenden der Streitkräfte aufgestiegene Rodríguez Eva, sie solle „diese Hanswurstiade mit den Papiermachéwaffen abwandeln und jegliche Erwähnung des Bordells von Agua Santa unterlassen“, da das die Streitkräfte herabsetze. Inwieweit Rodríguez‘ Ansinnen erfolgreich ist, lässt der Text offen. Ebenso offen lässt der Text die Zukunft des angebahnten Liebesverhältnisses zwischen Eva Luna und Rolf Carlé, „wobei das traditionelle Happy End nur als eine von mehreren gleichwertigen Möglichkeiten vorgeschlagen wird.“

## Textanalyse
Beim Roman Eva Luna handelt es sich um eine in Ich-Form erzählte Mischung aus einem Bildungsroman, einem Schelmenroman, der zum romantischen Melodram wird, einem politischen Roman sowie Zeugnisablegung (sujeto testimonial). Während der Rückblende auf die Lebensgeschichte von Eva Lunas Mutter Consuelo und der Erzählung der Nebenhandlung um Rolf Carlé wird die Ich-Erzählerin zu einer auktorialen oder personalen Erzählerin.

### Erzählte Zeit
Da Eva Luna circa 1943 geboren und Consuelo zum Zeitpunkt von Evas Zeugung älter als dreißig Jahre ist, ist Consuelo vor 1913 geboren, woraus sich der Beginn der Berichtszeit des Romans ergibt. Die Berichtszeit des Romans endet frühestens mehrere Wochen nach Niederschlagung des Prager Frühlings 1968, spätestens vor Abschluss der Pariser Vietnam-Friedensverhandlungen 1973. Allerdings wird in dem Roman jenseits der um die Jahreswende 1970 endenden Kernhandlung auch auf die Verzückung von Evas Patentante über einen Papst-Besuch in Südamerika angespielt, womit aufgrund des Erscheinungsjahres und der mutmaßlichen Schauplätze Chile oder Venezuela der Südamerika-Besuch von Johannes Paul II. in Uruguay, Chile und Argentinien 1987 gemeint sein kann oder der vorherige von 1985 in Venezuela, Ecuador, Peru, Trinidad-Tobago.

### Orte der Handlung
Außer in Rolf Carlés österreichischer Heimat spielt der Roman in einem fiktiven, vom „Trugbild des Erdölreichtums“ phlegmatisierten südamerikanischen Land, das von Venezuela inspiriert ist oder von Chile und Venezuela. Hauptorte innerhalb jenes südamerikanischen Landes sind dessen Hauptstadt, die Allende namenlos lässt, „damit die Mehrdeutigkeit für sich selbst spricht“, das östlich der Hauptstadt am Rande wilder Vegetation gelegene, fiktive Landstraßen-Dorf Agua Santa („einer jener vielen verschlafenen Orte in einer schläfrigen Provinz“), das Umland des nahe Agua Santa gelegenen Flussinsel-Gefängnisses Santa María sowie die von der venezolanischen Gemeinde Colonia Tovar inspirierte „Kolonie“, eine „in ihrer Urform als fast fremdenfeindlich und isoliert dargestellte“ Siedlungsgründung europäischer Einwanderer: „ein Dorf wie in eine Kristallkugel eingeschlossen, wo die Zeit stehengeblieben und die Geographie überlistet worden war. Hier verlief das Leben wie in den österreichischen Alpen im neunzehnten Jahrhundert […], mit Fachwerkhäusern, Schildern mit gotischen Lettern, Blumenkästen vor den Fenstern und einer kleinen Kirche“.

### Stil
Die Zugehörigkeit des Romans zum Magischen Realismus ist in der Sekundärliteratur umstritten. Während beispielsweise die US-Literaturwissenschaftlerin Karen Castellucci Cox meint, der Roman biete keinen offenkundigen Magischen Realismus, ordnet beispielsweise die US-Literaturwissenschaftlerin Lynne Diamond-Nigh den Text eindeutig dem Magischen Realismus zu und hält den Einfluss von Gabriel García Márquez für unverkennbar: „Vorausblenden, Schwebezustände, Feen, die in der surrealen Klarheit der Dämmerung erscheinen, Notizbücher, die das Leben einfangen, das Militär, das versucht, die Geschichte zu vernichten.“ Als weiteres Beispiel für Magischen Realismus führt Diamond-Nigh den „Palast der Armen“ an, „der sich als halluzinatorische Erscheinung materialisiert und verklärt“ und an dem Eva Luna zweimal vorbeifährt: Einmal auf ihrem Hinweg nach Agua Santa, wo sich der Palast „für dreißig Sekunden am Wegrand materialisierte wie ein Wahngebilde“, einmal auf dem Rückweg von der Guerilla-Aktion in Santa María, als „das vollendete Trugbild des Palastes der Armen […] zwei Handbreit über dem Humus des Bodens schwebte.“ Bereits früh im Text bekundet Eva Luna ferner den Gedanken, „daß die Wirklichkeit nicht nur das ist, was man an der Oberfläche sieht, daß sie auch eine magische Dimension hat“. Als Kompromiss beider Positionen schlägt der ehemalige Osnabrücker Literaturwissenschaftler Wolfgang Karrer vor, den „aufgrund der Verwendung metafiktionaler Mittel postmodernen“ Roman Eva Luna einem Typus namens Magischer Feminismus zuzuordnen, der sich vom Magischen Realismus in vielerlei Hinsicht unterscheide, wie dieser Roman beweise.

### Figurenkonstellation
Titel- und Hauptfiguren
- Eva Luna: Die circa 1943 geborene[123] Eva Luna kann als eine schwer zu entschlüsselnde Figur begriffen werden, „da sie weniger über sich preisgibt als über die, denen sie begegnet.“[146] Über Eva wird im Text auf direktem Wege kaum mehr bekannt, als dass Eva lange Zeit „,mager und kindlich“[147] wirkt sowie „eine unverwüstliche Gesundheit und jene rebellische Beharrlichkeit“[148] besitzt, die ihr bis zum Ende des Romans erhalten bleibt, wo es heißt: „wenn ich mir etwas in den Kopf setze, ändere ich meine Meinung nur selten.“[149] Der Leser muss daher Evas Taten, Unterlassungen und Gedanken interpretieren, um ein objektives Bild dieser Roman-Figur zu gewinnen. Abhängig von der Lesart des Textes beweist Eva somit die gesamte Handlung über ein „starkes Selbstbewusstsein, trotz ihrer unsicheren Herkunft und ihres Waisen-Status“,[150] den sie innehat, seit sie mit sechs Jahren ihre Mutter verlor.[6] Geprägt wird Evas Leben durch die „wenigen Menschen, die ihr in der Not helfen“ und „die unterschiedlichen Persönlichkeiten, die sie als Haushaltshilfe beschäftigen“.[151] Damit dient die „intellektuell starke, […] fürsorgliche, sehr feminine Protagonistin“[152] Eva Luna nicht nur „als eine einigermaßen genaue fiktive Darstellung von Allende selbst“[153] und als „Traum-Selbst“ Allendes,[154] sondern auch als Medium, um jene Probleme zu artikulieren, mit denen eine Frau in ihren Lebensräumen konfrontiert wird,[155] und als Medium, Lösungen jener Probleme zu postulieren: Eva Luna ist nicht nur „eine starke Künstlerin, eine Frau, die sich selbst und ihrer Kreativität treu bleibt“,[156] sondern auch jemand, der das von der patriarchalischen Gesellschaft geforderte Klischee der gehorsamen, unterwürfigen Frau ankränkelt,[157] und der „sich in der eigenen Haut wohlfühlt trotz kultureller Codes, die Frauen auf ihr Geschlecht reduzieren und im Sozialstatus herabzusetzen versuchen“.[158]
- Rolf Carlé: Eva Lunas circa 1935 geborenes[123] „männliches Gegenstück“[159] ist die einzige Romanfigur, deren Fähigkeit, Geschichten zu erfinden, an Eva Lunas Talent heranreicht.[160] Rolf ist grauäugig,[161] sommersprossig und muskulös,[162] geschickt[163] und hat „rötliches Haar wie alle Männer seiner Familie“,[163] die sein Schicksal bestimmt: Er ist der jüngste Sohn des sadistischen Gymnasiallehrers Lukas Carlé und dessen Frau, deren einzige Kraftquelle der Herrgott ist, was sich als vergebliche Hoffnung erweist, da jener Herrgott ihr in ihrer misslichen Lage weder Beistand noch Trost spendet.[164] Als Rolf circa 1953 in Südamerika ankommt,[165] ist er „ein junger Mann mit vielen Fähigkeiten, vermag aber nicht, Zuneigung zu schenken oder anzunehmen“,[166] da er sich seiner Gefühle schämt, als wären sie „ein Zeichen von Schwäche.“[84] Aus diesem Grund geriert Rolf sich „als Vertreter kühler Sachlichkeit […], eine Sinnesart, die ihm ungeheuer männlich erschien, aber in Wirklichkeit war er ein unverbesserlicher Träumer, die kleinste Geste der Zuneigung entwaffnete ihn, Ungerechtigkeit empörte ihn zutiefst“.[167] Aus diesem Grunde versucht Rolf später als Journalist „hartnäckig, ruhelos, unermüdlich“[168] und nüchtern „die Gründe für den Guerillaaufstand zu analysieren“,[169] was ihm jedoch weniger wegen seiner Rationalität, sondern nicht zuletzt aus irrationalen Gründen gelingt: „Er lächelte oft, und dieses Lächeln war so aufrichtig, daß er überall Freunde gewann“,[168] Menschen für sich einnehmen und gegebenenfalls aushorchen kann: „Er war sehr viel gescheiter als die meisten, und das wußte er, aber die Klugheit half ihm, Bescheidenheit vorzutäuschen.“[167]

Nebenfiguren (Auswahl)
- Professor Jones: Der Vorstand eines unkonventionellen Haushalts[170] ist eine schon vom Äußeren her imposante Persönlichkeit:[171] „sein blondes Haar war das eines Prinzen, und die Augen leuchteten in einer unbeschreiblichen Farbe.“[172] Jones hat „Jahre daran gewandt, ein Verfahren zu entwickeln, mit dem er Tote konservieren konnte – ein Geheimnis, das er am Ende mit ins Grab nahm“,[172] das aber zur Folge hat, dass man in seinem einer „despotischen Disziplin“[173] unterworfenen Hause zahlreiche Tiermumien vorfindet. Jones ist ein „entschiedener Antisozialist“ und leidet „an ständiger schlechter Laune“.[172] Zum Zeitpunkt von Evas Zeugung ist Jones durch einen Schlaganfall halbseitig gelähmt.[174] „Professor Jones mochte Kinder nicht, weil sie ihn störten, aber da er sehr zerstreut war, sah er mich kaum, wenn er einmal zufällig irgendwo im Haus auf mich stieß.“[143] Das ändert sich erst vor seinem Tod: „Jones, der auf seinem Sterbebett von der Wissenschaft und seinen Erfindungen desillusioniert ist, stirbt friedlich, als er Evas Erzählungen hört.“[175]
- Jones‘ Gärtner: Dieser Vater Evas ist „ein Indio mit gelben Augen“,[176] ein „hochgewachsener, kräftiger Indio mit sanften Gesichtszügen, aber verschlossen und schweigsam“.[2] Er hat „große, braune Hände, die überaus zart mit den Pflanzen umgingen“,[2] und eine Begegnung mit einer Giftschlange, die überaus unzart mit ihm umgeht, was ihm aber die äußerst zartfühlende Pflege von Consuelo und daher die uneheliche Tochter Eva Luna einbringt, die Eva heißt, „damit sie Lust aufs Leben hat“, und Luna, weil der Indio-Gärtner „zum Stamm der Söhne des Mondes“ gehörte.[5]
- Consuelo: Da Eva Luna circa 1943 geboren[123] und Consuelo zum Zeitpunkt der Zeugung älter als dreißig Jahre ist,[3] ist Consuelo vor 1913 geboren. „Die Missionare lasen sie auf, als sie noch nicht laufen konnte“[176] und geben Consuelo, kurz nachdem sie zwölf Jahre alt ist,[177] in ein hauptstädtisches Nonnenkloster.[178] Consuelo „nährt einen instinktiven Hass auf die dort vorherrschende religiöse Autokratie und muss hart kämpfen, um den erstaunlichen Fluss an Geschichten, den sie besitzt, zu unterdrücken.“[179] Nach drei Jahren im Kloster[180] betrachtet die Oberin Consuelos „Ausbildung als abgeschlossen und brachte sie als Dienstmädchen bei einem ausländischen Arzt, dem Professor Jones, unter“,[181] dem Consuelo „mehr als zwanzig Jahre“ dient:[182] Sie stirbt in seinem Haushalt, als Eva Luna sechs Jahre alt ist,[6] also circa 1949. Eva Luna erinnert sich an die kräftige[183] Frau mit dem kupferroten Haar[184] „nur in Schürze und Hanfschuhen […], wie sie niedere Hausarbeiten verrichtete“.[185] Dennoch bleibt Consuelo Eva Lunas lebenslange Begleiterin: „Erinnerungen an ihre willensstarke Mutter überschwemmen Eva jedes Mal, wenn sie deprimiert ist. Der Verlust ihrer Mutter verfolgt sie ihr ganzes Leben lang, aber sie spürt ihre Präsenz in sich, wenn sie von einer ungerechten Gesellschaft angegriffen wird.“[186]
- Evas Patentante: Die Köchin von Professor Jones ist „eine selbstbewußte braunhäutige  Mulattin mit vollen Brüsten, einer schmalen Taille und ausladenden Hüften“ sowie einem sehr aufrechten Gang „voll herausfordernder Anmut.“[187] Ihr größter materieller Reichtum ist ein Goldzahn, denn sie erhält von Jones „einen jämmerlichen Lohn, den sie zum größten Teil für Tabak und Rum ausgab.“[188] Ihr größter spiritueller Reichtum ist ein kleiner Privat-Altar, „vor dem neben dem Weihwasserkessel allerlei Voodoofetische standen, dazu die Fotografie ihrer verstorbenen Eltern sowie eine Büste, die sie für die eines Heiligen hielt, später entdeckte ich allerdings, daß es die Beethovens war, […] er war der größte Wundertäter ihres ganzen Altars.“[189] Evas Patentante wird deswegen Patentante, weil sie es ist, die gegenüber Evas Mutter „darauf besteht, dass Eva Luna ordnungsgemäß getauft wird. Als sie nach drei Monaten feststellt, dass sie dafür immer noch nicht genug Geld hat, putzt die Köchin die Kirche von Grund auf“, eine Reinigungsleistung, die Mutter Kirche damit honoriert, dass Eva Luna „so getauft wird, wie sie es verdient.“[190] Nach dem Tod von Evas Mutter und Professor Jones macht die Patentante Eva zu einer Art Leiharbeiterin[191] und sorgt dadurch für Kost und Logis des Kindes, das hierbei die Ersatz-Mutter Elvira kennenlernt und gegenüber der Patentante bevorzugt, denn die alkohol- und glaubensbeseelte Patentante „geriet leicht in Zorn und teilte blitzschnelle Hiebe aus“.[192]
- Elvira: Diese exzentrische Mutterfigur[193] päppelt Eva im Haushalt der schrillen alten Jungfer[9] mit zusätzlichem Essen auf und nimmt ihr die schwerste Arbeit ab.[194] Merkwürdige Gewohnheiten wie die, dass Elvira oft in ihrem Sarg schläft, „um sich allmählich daran zu gewöhnen und die Furcht davor zu verlieren“,[147] hindern Eva nicht, Elvira lieb zu gewinnen: „Elvira war zu mir wie eine wirkliche Großmutter. Bei ihr lernte ich, Worte gegen andere Güter zu tauschen“.[147]
- Die Señora: Diese Bordellbesitzerin ist „mittleren Alters“, als Eva sie nach der Kündigung beim Minister kennenlernt,[195] hat sich „in schäbige Geschäfte verwickelt, in einer brutalen Umwelt durchgekämpft“.[30] Sie ist Förderin und Retterin erst von Melecio/Mimí, in geringerem Maße auch von Eva Luna, für dessen Aufenthalt Huberto Naranjo Geld zahlen muss.
- Mimí/Melecio: Diese von der Figur La Manuela in José Donosos Ort ohne Grenzen (Originaltitel: El lugar sin límites) beeinflusste[196] Transfrau beeindruckt Eva schon bei der ersten Begegnung: Mimí/Melecio „war hochgewachsen und hatte starke Knochen, aber er bewegte sich mit solch lässiger Anmut, daß er den Eindruck von Zerbrechlichkeit erweckte.“[197] Gegen Ende des Romans, nach Abschluss von Mimís Metamorphose, heißt es dann über die gefeierte Seifenopern-Schauspielerin Mimí, die von niemandem abhängig ist,[198] Mimí sei „eine stolze Frau, die einem Drachen den Atem benehmen konnte.“[76] Bis dahin dauert es mehr als ein Jahrzehnt[199] und Melecios/Mimís Leidensweg beginnt schon früher. „Sein Vater war ein aus Sizilien eingewanderter Bär, der, wenn er seinen Sohn mit dem Spielzeug der Schwester sah, über ihn herfiel, um ihn zu verprügeln […]. Seine Mutter kochte ergeben die rituelle Pasta und stellte sich mit der Entschlossenheit einer Tigerin vor ihn, wenn der Vater ihn zwingen wollte, Fußball zu spielen, zu boxen oder, später, zu trinken oder in ein Bordell zu gehen.“[200] Schon als Eva Melecio/Mimí kennenlernt, ist es Melecio/Mimí klar, „daß er eine Frau in sich trage und sich nicht an das Erscheinungsbild eines Mannes gewöhnen könne, in dem er gefangen sei wie in einer Zwangsjacke.“[201] Durch Parodie und Übertreibung zettelt Mimí ihre „eigene kleine Revolution [an] – dass der Mann die Ketten der Macho-Kultur abwerfen und das Weibliche an sich annehmen kann“.[202] Dabei geht dieses „sagenhafte Geschöpf“, das „weibliche Brüste und ein männliches Glied“ hat,[203] auch dahingehend ihren eigenen Weg, dass Mimí eine operative Veränderung der Geschlechtsorgane auch dann ablehnt, als sie die finanziellen Möglichkeiten dazu hat: „Die Operation ist eine Barbarei. Sie schneiden alles ab und fabrizieren dann ein Frauenloch aus einem Stück Darm.“[204] Dank ihrer Willenskraft wird Mimí eine gefeierte Schauspielerin, die voller Stolz von sich sagt: „Ich hatte das Unglück, in einem Männerkörper geboren zu werden, ich wurde als Schwuler verfolgt, wurde vergewaltigt, gefoltert, ins Gefängnis gesteckt, und nun sieh, wo ich heute bin, nur durch mein eigenes Verdienst.“[205] Für Eva Luna ist Mimí eine von mehreren Mutterfiguren,[206] und Mimí gibt Eva etwas, „das sich als unbezahlbar erweist: Sie stellt die Schreibmaschine, finanzielle Stabilität und Ermutigung zur Verfügung, die Eva schließlich dazu motivieren, ihren Lebensunterhalt mit ihren Erzählungen zu verdienen. Durch Mimís Vorschläge verwandelt Eva ihre melodramatischen Geschichten in Material für die beliebten Seifenopern, die die Fernsehsender dominieren.“[207]
- Riad Halabí: Der circa 1916/17 geborene,[208] kraushaarige[43] Händler „mit traurigen Augen und schweren Lidern“,[35] Hasenscharte und „näselnder Stimme“[209] ist als 15-jähriger Einwanderer ins Land gekommen mit „einem gefälschten türkischen Paß, den sein Vater in Palästina einem Konsul abgekauft hatte“.[210] Nach 15-jährigem Aufenthalt kehrte Riad zwecks Heirat vorübergehend in sein Herkunftsland zurück.[211] „Obwohl kein Hispano-Amerikaner, integriert sich Riad in das Leben der Gemeinde [Agua Santa] und wird zu ihrer treibenden Kraft im Handel, bei dörflichen Verbesserungen und in der Bildung.“[212] Dieser „Mann mit dem Hang zur Küchenarbeit“[213] ist gastfreundlich, mitfühlend und weichherzig,[210] „ehrlich und frei von Habgier“,[214] fürsorglich,[215] „hatte ein verletzliches Herz und war nicht fähig, sich auf Kosten der Unwissenheit zu bereichern“.[216] All dieser positiven Charaktereigenschaften ist sich Riad selbst nicht ganz bewusst: „Er verbrachte sein Leben, ohne gewahr zu werden, wieviel Zuneigung er seiner Umgebung einflößte und wieviel Liebe mir“,[210] so die Ich-Erzählerin über ihren „Beschützer“[217] in dem Vater und Mutter zusammenkommen[218] und der eine Schlüsselrolle in Evas Lebenslauf einnimmt:[219] Riad Halabí sorgt dafür, dass Eva Lesen und Schreiben lernt, „er gibt ihr die emotionale und finanzielle Sicherheit und Muße dazu; ebenso wichtig ist, dass er ihr eine Geburtsurkunde besorgt, den einzigen Beweis ihrer Existenz auf der Welt.“[220] Insgesamt kann die Zeit, die Eva bei Riad verbringt, betrachtet werden als Vorbereitung „auf ihre Beziehung zu Rolf, der ebenfalls mythische und weibliche Prinzipien der Ganzheit und Verschmelzung verkörpert.“[221]
- Zulema Halabí: Die weißhäutige[39] Frau Riad Halabís hat blauschwarzes Haar[222] sowie „zwei Schönheitsflecken neben dem Mund und große, etwas vorstehende dunkle Augen“.[39] Weil sie ihr eigener Geruch stört, „wusch und parfümierte [sie] sich bis zum Exzeß.“[223] Im Alter von 25 Jahren wurde die noch im Nahen Osten weilende Zulema mit dem bereits in Südamerika weilenden Riad Halabí verkuppelt aufgrund des Wirkens eines Heiratsvermittlers und aufgrund eines bloßen Fotos, auf dem Riads Hasenscharte „wie ein schiefsitzender Schnurrbart“ aussah.[38] Zulema hasst in ihrer neuen südamerikanischen Heimat „dieses Klima, diese Menschen, dieses Haus. Sie weigerte sich, Spanisch zu lernen und im Laden mitzuarbeiten, und schob ihre häufigen Kopfschmerzen vor; sie schloß sich in ihrem Zimmer ein, lag den ganzen Tag im Bett, stopfte sich mit Essen voll und wurde immer dicker und mißmutiger.“[224] Zum Zeitpunkt von Evas Ankunft ist Zulema zehn Jahre mit Riad verheiratet[224] und folglich 35 Jahre alt, aber „moralisch ein Neutrum, wie ein Säugling, ihre ganze Energie war fehlgeleitet oder unterdrückt, sie nahm nicht teil am Leben und war nur mit ihrem eigenen Behagen beschäftigt.“[42] Beim verabscheuten Ehemann bleibt Zulema lediglich deswegen, weil sie „lieber seine Gegenwart ertragen [will], als zu arbeiten und sich allein durchzuschlagen.“[42] Aus ihrer „hilflosen Lethargie“[225] erwacht Zulema nur vorübergehend, als sie von einer Affäre mit Kamal träumt. Sobald sich das als Illusion erweist, kehrt Zulema nicht mehr nur zur  bekannten, von Riad „verhätschelten Weiblichkeit und Trägheit“[226] zurück, sondern steigert ihre Faulheit weiter: „Traurigkeit und Überdruß schienen ihr erträglicher als alle Anstrengung, ein normales Leben zu führen. Vielleicht begann in dieser Zeit der Gedanke an den Tod sie zu locken, Tod als höchste Stufe des Nichtstuns“.[51]
- Inés: Sie ist die Dorflehrerin in Agua Santa und für Eva Luna eine Art Mutterfigur:[206] Von Riad Halabi angeheuert, lehrt Inés Eva das Schreiben.
- Kamal: Die Familie dieses mageren[227] Palästinensers „war nach dem Krieg vor den Israelis aus dem Dorf geflohen und hatte alle irdischen Güter verloren“.[45] Kamal versucht durch die Auswanderung nach Südamerika in die Fußstapfen seines Cousins Riad Halabí zu treten. „Er war fünfundzwanzig Jahre alt, war klein und schlank, hatte feine Hände und lange Wimpern und schien sehr unsicher.“[45] Außerdem hat der Frauenschwarm Kamal eine „vorspringende Nase“[227] und „das zarte Aussehen eines Mädchens, aber da war etwas Samtiges, Dunkles, Zweideutiges in seinem Wesen, das die Frauen unruhig machte.“[228]
- Huberto Naranjo: In den Augen dieses spätestens 1941 geborenen,[229] schwarzhaarigen[230] „Frauenverkoster[s]“[231] tanzt „jener mutwillige Funke, den kein Leiden und keine Gewalt auslöschen“ kann.[230] „Seit er auf seinen zwei Füßen stehen konnte, lebte Huberto Naranjo auf der Straße. Anfangs hatte er Schuhe geputzt und Zeitungen ausgetragen, und nun [= ca. 1952][232] hielt er sich mit kleinen Geschäften und Diebstählen über Wasser“,[14] pflegt aber schon früh „unerschütterliche Männlichkeits-Vorstellungen“.[233] Bereits durch diese erste Begegnung mit Naranjo erlebt Eva „zum erstenmal den Rausch der Freiheit, diese Mischung aus ängstlicher Erregung und kaum erträglichem Taumel“.[234] Mit 16 Jahren[235] wird Naranjo Anführer einer „gefürchteten Straßenbande namens La Peste [...] zur Bekämpfung von Straßenbanden aus der bürgerlichen Mittelklasse“[236] – eine Auseinandersetzung, in die sich die Staatsmacht „in Panzerautos mit scharfen Hunden und Tränengast“ einmischt, wobei die Obrigkeit die Mittelklasse-Söhne „ungeschoren“ lässt, während Naranjo und die Seinen „auf der Polizeiwache geschlagen [werden], bis das Blut durch die Steine im Hof sickerte.“[237] Durch den Kontakt mit rebellischen Studenten beschließt Naranjo, „seine bislang nutzlose Wut in den Dienst an dieser Sache zu stellen“,[238] wird Guerillero, „verwandelte sich in ein Tier des Urwalds – nur Instinkt, Reflexe, Impulse, Nerven, Knochen, Muskeln, Haut, gerunzelte Braue, zusammengepreßte Zähne, fester Leib“.[239] Aufgrund seiner Straßenkampf-Erfahrungen bei La Peste steigt Naranjo in den Reihen der Guerilla schnell auf, wird Kommandeur und Rekrutierer.[240] Aufgrund seines „Macho-Code“[241] wird dieser trotz seines harten Äußeren sensible[242] „sexistische Guerillero“[243] jedoch „niemals eine Revolution der Geschlechterrollen und -beziehungen zulassen, was eine dauerhafte Beziehung mit Eva unmöglich macht.“[244]
- Tolomeo Rodríguez: Der Oberst und spätere General verbrachte seine „Kindheit auf der Hacienda der Familie in einer wilden, öden Gegend, wo der Wind über die Savanne fegt, wo Wasser und Vegetation einen besonderen Wert haben und die Menschen stark sind, weil sie mit der Dürre leben müssen. […] Sein Vater, eine lokale Autorität, steckte ihn, als er achtzehn war, zum Militär, ohne ihn nach seiner Meinung zu fragen“; dem folgte dann ein Studium der Ingenieurs- und Staatswissenschaften.[245] Rodríguez besitzt „viel Humor“, als er Eva Luna den Hof macht. „Eva ist sich nicht sicher, ob sie sich von diesem Feind Naranjos geschmeichelt oder verängstigt fühlen soll“,[246] aber ohnehin ist Rodríguez „verheiratet und Vater dreier Töchter.“[247]
- Lukas Carlé: Der kleingewachsene Einzelgänger[248] und sadistische Vater Rolf Carlés war „durch den Ersten Weltkrieg aus seinem Heimatort vertrieben, nach langer Wanderung in die Stadt gekommen“ und damals „fünfundzwanzig Jahre alt“.[249] Die Augen dieses Familien- und Schultyrannen sind „bleifarben wie Winterwolken“,[248] die Augen seiner Mitmenschen verlieren keine Träne, als er umgebracht wird.
- Onkel Rupert: Er ist mit seiner Familie vor den Nazis nach Südamerika geflohen, hinein in die konservative „Kolonie“. Ruperts Familienangehörige sind „einfache, beherzte Menschen, und außerdem waren sie ungemein gefräßig“.[250] Den Neuankömmling Rolf Carlé betrachtet Rupert „als den vollkommenen Schwiegersohn, arbeitsam, wohlerzogen, gebildet, mit guten Manieren“;[251] letztlich aber heiraten Rolfs Cousinen doch zwei Kerzendreher aus der Kolonie, weil sie mit Rolf in der Dreiecksbeziehung nur „durch ein spielerisches und festliches Gefühl miteinander verbunden waren, das gänzlich ungeeignet war, darauf eine ehrbare Ehe zu gründen. Als praktische Frauen hielten sie es für zweckmäßiger, die […] Kerzendreher zu heiraten, ihren Cousin als Liebhaber zu behalten und ihn womöglich zum Vater ihrer Kinder zu machen […]. Dieses Angebot war ein brutaler Schlag gegen die Eitelkeit des Jungen.“[252]
- Aravena: Dieser Journalist „mit den dicken Lippen und den fleischigen Händen“[253] erscheint durch „die etwas komische Wirkung seines Genießerbauches“[70] harmloser als er ist: Der Stammgast von Onkel Ruperts Pension „rauchte dicke Zigarren, aß wie ein Löwe und war ein tapferer Trinker“,[254] doch er „schrieb für die bedeutendste Zeitung des Landes“[98] und hat einen messerscharfen politischen Verstand: „Seine Feder besaß so viel Ansehen, daß es nicht einmal der Diktatur gelang, sie gänzlich zu unterdrücken, und im Laufe seiner Berufsjahre hatte er eine Aureole der Redlichkeit gewonnen, die ihm erlaubte, Dinge zu veröffentlichen, an die seine Kollegen sich niemals herangewagt hätten.“[254]
- Der Wohltäter: Dieser in der Sekundärliteratur teilweise mit Allendes Zeitgenossen Luís Herrera Campíns identifizierte[255] Diktator leistet sich außer einen gewaltigen Schnauzbart[256] am selben Tag, an dem Rolf Carlé geboren wird,[249] „den Luxus […], im Bett zu sterben statt bei den Hoden aufgehängt an einem Laternenpfahl, wie seine Feinde wünschten und der nordamerikanische Botschafter befürchtete.“[257] Die Tatsache, dass der Wohltäter nicht gleich beerdigt werden konnte, weil das seinen Unsterblichkeits-Mythos angekränkelt hätte, „zeigt auf humorvolle Weise die logischen Konsequenzen der zu oft benutzten Mythisierung einer Person, einer Mythisierung, die allzu oft repressiven Zwecken dient“.[258]
- Der Mann mit der Geranie: Dieser Chef der Politischen Polizei ist „ein Typ mit gezierten Umgangsformen und lackierten Fingernägeln, wohlfrisiert, französisch parfümiert, makellos in weißes Leinen gekleidet und immer mit einer Blume im Knopfloch. Niemand konnte ihm je eine Pöbelhaftigkeit vorwerfen. […] Er leitete die Foltern selbst, ohne je seine Eleganz und seine Höflichkeit zu verlieren.“[136] Der Mann mit der Geranie ist der starke Mann in der Diktatur des Generals,[259] eines „dicken, nicht greifbaren Militär“,[260] der in der Sekundärliteratur teilweise mit dem Allende-Gegner und chilenischen Diktator General Pinochet identifiziert wird.[261] „Der General scherte sich nicht um böse Nachrede […]. Er hatte sich die Lehren des Großen Wohltäters zu eigen gemacht und glaubte fest daran, daß die Geschichte den wagemutigen Führern ihren Segen gibt, denn das Volk verachte die Ehrenhaftigkeit als eine Sinnesart, die gut sei für Frauen und Mönche, aber wenig wünschenswert als Zierde eines rechten Mannes.“[262] Der General „gedachte sein Leben lang zu regieren, dafür hatte er den Mann mit der Gardenie“.[263] Letztlich aber müssen beide fliehen: „Der Mann mit der Gardenie verschwand mit einem Privatflugzeug zu einem Luxusexil in Europa, wo er heute noch lebt, sehr alt, aber immer noch elegant“.[264]

### Themen
Allende konstatierte in Interviews, die der Veröffentlichung von Eva Luna folgten, einen Bruch zwischen diesem Roman und den beiden früheren Romanen Das Geisterhaus und Von Liebe und Schatten, „deren kritische Aufmerksamkeit im Allgemeinen auf Fragen gerichtet war, die sich aus dem politischen Klima Lateinamerikas und ihrer Position als Exilautorin ergeben“; stattdessen handle Eva Luna „vom Geschichtenerzählen und davon, eine Frau zu sein“. Dennoch ist der Roman über bloße Gleichberechtigungspolitik hinaus politisch: Das Thema Politik ist es, „das den Roman zusammenhält.“
Gleichheit und Geschlechter-Gerechtigkeit
Um „das Patriarchat und die Oligarchie im Lateinamerika des 20. Jahrhunderts zu kritisieren und die Stimmen und Erfahrungen der Ausgegrenzten und Demoralisierten aufzuwerten“ bevölkert Allende den Roman mit Figuren aus allen Teilen der Welt: „Consuelo mit ihren roten Haaren behauptet, niederländischer Herkunft zu sein, Eva Luna ist sowohl niederländischer als auch indianischer Abstammung, Rolf Carlé österreichischer Herkunft, Mimí/Melecio italienischer Herkunft, die Patronin jugoslawischen Ursprungs, doch die auffälligste Manifestation rassischer Unterschiede, die in einen einzigen zeitlichen und räumlichen Rahmen gebracht werden, ist im Baby mit zwei Köpfen zu sehen.“ Besonders deutlich wird die Idee der Gleichheit aller Menschen in der Figur des Riad Halabí, der als Muslim zusammen mit Eva die Heilige Messe besucht, „denn im Dorf sah man meine nur mäßige Frömmigkeit mit scheelen Augen an, wie mir die Lehrerin Inés mehr als einmal sagte, und Riad hatte für sich entschieden, da es nun einmal keine Moschee im Dorf gab, würde es nicht schaden, Allah in einer christlichen Kirche anzubeten“.
Hauptschwerpunkt des Gleichheits-Gedankens in dem Roman ist allerdings nicht die Vielfalt von Rassen oder Religionen, sondern die Gleichheit aller Menschen unabhängig von deren Geschlecht oder sexueller Orientierung. „Die Beziehungen, die Eva eingeht, drücken ihren Wunsch aus, sich als Frau lebendig zu fühlen […]. Sie lässt sich nicht ausbeuten, sondern lernt aus jeder Erfahrung etwas. [...] Sie hofft auf eine Zukunft, in der sie in einer emanzipierten Umgebung frei sein kann, ohne durch die Zwänge von Macht, Reichtum, Geschlecht und Gesellschaft unterdrückt zu werden. [...] Eva tut Dinge, die normalerweise vom Mann erledigt werden entsprechend der Zweiteilung in männlich/weiblich“, die insbesondere von Evas Trans-Freundin Mimí/Melecio zunehmend ignoriert wird. Allerdings kann Eva „nur schwer Melecios Bemühungen verstehen […], unbedingt eine [Frau] sein zu wollen“, da Eva oft gesagt worden ist, „welch ein Unglück es sei, als Frau geboren zu sein“ – beispielsweise sehr früh von Evas Patentante: „Sie behauptete hartnäckig, es wäre besser, ein Mann zu sein, denn noch der armseligste habe seine Frau, der er befehlen könne, und Jahre später kam ich zu dem Schluß, daß sie vielleicht recht hatte, allerdings kann ich mir mich selbst nicht in einem männlichen Körper vorstellen“. Weil eine Geschlechts-Umwandlung in Evas Augen keine Handlungsoption darstellt, bleiben angesichts der Unterdrückungs-Gefahr drei Handlungsoptionen: Lethargie, Flucht oder Angriff. Da die von Halabís Frau Zulema und Rolf Carlés Mutter praktizierte Lethargie keine Strategie für Eva ist, bleiben Flucht oder Angriff. Während die Señora als subversive Flucht-Taktik empfiehlt, angesichts selbstherrlicher Männer und deren Meinung „zu allem ja zu sagen und [dennoch] das zu tun, wozu man Lust hat“, versucht Eva, „die Räume, die Frauen traditionell zugewiesen sind, neu zu definieren, indem sie sie untergräbt und auf ihre eigene Weise neu konfiguriert. Ihre Mutter [Consuelo] vermittelt ihrer Tochter [Eva] die Liebe zu Geschichten und den Willen, in Zeiten der Not mit ihrer Fantasie durchzuhalten.“ Zweite Handlungsoption für Eva neben den Eskapismus ins Geschichten-Erzählen ist der Kampf, getreu einer Metapher, die Eva von Elvira lernt: „‘An wütende Hunde traut sich keiner ran, aber die zahmen kriegen Fußtritte. Man muß immer kämpfen.‘ Das war der beste Rat, den ich in meinem Leben bekommen habe.“ Dass eine Frau sich hierbei nicht auf eine von Männern gemachte Politik verlassen kann, lernt Eva personifiziert durch die „Verkörperung des lateinamerikanischen Machismo“ Huberto Naranjo, der, „obwohl Guerillero, in Wirklichkeit der Idee abgeneigt ist, den Frauen die volle Freiheit zuzugestehen“. Nachdem sich Naranjo und Eva in ihrer Liebesbeziehung wieder „voneinander entfernten“, stellt Eva fest: „Für Naranjo und seinesgleichen schien das Volk nur aus Männern zu bestehen, wir Frauen sollten zum Kampf beitragen, aber von den Entscheidungen und von der Macht waren wir ausgeschlossen.“ Und im Zusammenhang mit der Gefangenen-Befreiung aus Santa María behauptet Mimí: „In dem unwahrscheinlichen Fall, daß dein Naranjo mit seiner Revolution siegt, würde er schon nach kurzer Zeit, und da bin ich ganz sicher, mit demselben Herrschaftsanspruch auftreten wie alle Männer, die Macht in die Hände bekommen. […] Männer wie Naranjo können keine entscheidenden Veränderungen herbeiführen, sie modifizieren nur die Regeln, aber sie handeln immer nach dem gleichen Muster. Sie kennen nur Autorität, Konkurrenzkampf, Gier, Unterdrückung, es ist immer dasselbe.“
Politik
Der Roman schildert „Aufstieg und Fall der Diktatur und das Scheiterns der Demokratie (die laut Allende eine andere Form der Diktatur zu sein scheint)“ – und damit das Umfeld, in dem die junge Eva sich anfangs durch das Einwirken der kämpferischen Elvira politisiert: „Ich war noch nicht alt genug, um mich für Politik zu interessieren, aber Elvira stopfte mir den Kopf mit aufrührerischen Ideen voll, damit ich den Herrschaften Trotz bieten konnte.“ Den Höhepunkt erreicht Evas politisches Engagement allerdings, als sie selbst keine direkten Herrschaften mehr hat, denen sie Trotz bieten müsste, sondern aufgrund ihrer Verbundenheit mit Männern, die der Revolution nahestehen: Eva „hat eine neutrale Meinung zum politischen Klima der Zeit, aber ihre Nähe zu Huberto und Rolf Carlé ermöglicht es ihr, die tatsächliche Situation auf beiden Seiten zu kennen“, wobei beide Seiten allerdings in „Episoden von Gewalt“ verfallen. Insgesamt sieht Allende „die Revolution als ‘einen Akt der Liebe‘ an, der ‘totalen Einsatz‘ und ‘Opfer‘ erfordert, selbst wenn die Revolution scheitert. Andererseits weist sie auch auf deren Nachteile hin“. Dass Naranjos Revolution letztlich scheitert, ist in einem Nebensatz des Romans ausgedrückt, laut dem „die Niederlage den revolutionären Traum zerstörte und der Friedensschluß die Überlebenden in das normale Dasein zurückführte, wo sich einige in Bürokraten verwandelten, andere in Abgeordnete oder Unternehmer.“
Geschichten-Erzählen
„Eva Luna ist eine einfallsreiche Frau, die wegen ihres einzigen Talents überlebt – wunderbare Geschichten zu erzählen.“ Die Grundlage dazu wird unbeabsichtigt vom Arbeitgeber Consuelos, der Mutter Evas, gelegt: Professor Jones reizen „Forschung, Statistiken, Prognosen einer hypothetischen Zukunft […] weit mehr als die trivialen Vorkommnisse der Gegenwart“, doch findet sich in Jones‘ Bibliothek nicht nur Sachliteratur: „Shakespeares Werke ruhten an der Seite des ’Kapitals‘, die Lebensregeln des Konfuzius standen gleich neben dem ’Leben der Robben‘, die Karten alter Seefahrer lagen neben nordischen Dichtungen und indischer Poesie.“ Consuelos heimliche Übernachtausleihe aus dieser Privatbibliothek bietet Impulse für Consuelos eigene Kunst des Geschichtenerzählens: Consuelo „erzählte ihre Geschichten, und der Raum füllte sich mit Licht, die Wände verschwanden, und unglaubliche Landschaften taten sich auf, Paläste erschienen, voll von nie gesehenen Kostbarkeiten, ferne Länder zogen vorbei, die sie erfunden oder von denen sie in der Bibliothek […] gelesen hatte.“ Dem Leben, das viel weniger befriedigend als die Fantasie ist, das Geschichten-Erzählen entgegenzusetzen, dient Eva als Werkzeug „des Tauschhandels, des Überlebens“, setzt gleichzeitig einen Kontrapunkt gegenüber der „Verarmung der Realität in einer Welt, die von wirtschaftlicher und politischer Unterdrückung beherrscht wird“, bewahrt die Vergangenheit und das Leben vor dem tatsächlichen Tod und sorgt überhaupt erst dafür, dass Dinge existieren: Denn „was man nicht benennt, existiert eigentlich kaum, das Schweigen löscht es aus, bis es verschwunden ist“, heißt es über den vertuschten One-Night-Stand Zulemas mit Kamal, und später stellt Eva „die Annahme auf, daß nichts wirklich existierte, die Wirklichkeit war nur eine unbestimmte, gallertartige Materie, die meine Sinne nur zur Hälfte erfaßte.“ Geschichten-Erzählen heißt „dieses Gallert nehmen und formen, um das zu schaffen, was ich wünschte, […] eine eigene Welt, von lebenden Menschen bevölkert, wo ich die Regeln festsetzte und nach meinem Gutdünken veränderte. […] Bisweilen hatte ich das Gefühl, daß dieses mit der Kraft der Einbildung erbaute Universum festere und dauerhaftere Konturen hatte als die wirre Welt, in der die Geschöpfe aus Fleisch und Blut, die mich umgaben, ihr Wesen trieben.“
Während Eva Luna das Geschichten-Erzählen vorrangig als „Verteidigung gegen und Rückzug in ihrer feindlichen Umgebung“ ansieht sind sich die beiden in der „wirre[n] Welt“ verankerten Männer Rolf Carlé und Señor Aravena „einig, dass Kunst die Geschichte verändern kann; aus diesem Grund laufen sie Gefahr, verhaftet, gefoltert und sogar getötet zu werden.“ Von Rolf stammt gegen Ende des Buches die Idee, in einer Folge von Evas „auf ihrem eigenen Leben und den vielen damit verwobenen Geschichten“ basierender Seifenoper von der Flucht der Guerilleros aus Santa María zu erzählen und so Privates und Politisches zu verschmelzen. Ob Geschichten-Erzählen tatsächlich eine zur offiziellen Darstellung alternative Geschichte liefert und so ein mächtiges Werkzeug ist, die Wahrheit ans Licht zu bringen, bleibt nach General Tolomeo Rodríguez‘ Bitte an Eva Luna, Teile ihrer Telenovela herauszuschneiden, allerdings ebenso offen wie der Erfolg von Rodríguez‘ Ansinnen, Eva möge als Vermittlerin zu den Guerilleros dienen.

## Nachwirkung
Im Jahr 1992 erschien ebenfalls im Suhrkamp-Verlag das Allende-Buch Geschichten der Eva Luna (Originaltitel: Los cuentos de Eva Luna, 1989) mit 23 Erzählungen, aus denen 1992 fünf Erzählungen für das Suhrkamp-Buch Eine Rache und andere Geschichten und 2002 sieben Erzählungen für das Suhrkamp-Buch Der verwunschene Palast zusammengestellt worden sind.

## Deutschsprachige Textausgaben (Auswahl)
- Eva Luna. Roman.  Aus dem Spanischen von Lieselotte Kolanoske. 16. Auflage. Suhrkamp-Verlag, Frankfurt am Main 1991. ISBN 978-3-518-38397-1.
- Eva Luna. Roman. Aus dem Spanischen von Lieselotte Kolanoske. 1. Auflage. Suhrkamp-Verlag, Frankfurt am Main 1988. ISBN 3-518-40134-3.